# Catedral Basílica de Curitiba
A Catedral Basílica Menor de Nossa Senhora da Luz dos Pinhais, ou Catedral Basílica de Curitiba, é um templo católico brasileiro, localizado na capital do estado brasileiro do Paraná, onde se encontra a cátedra da Arquidiocese de Curitiba.
Construída em estilo neogótico, foi inaugurada no dia 7 de setembro 1893 e restaurada pela última vez em 2012.

## História
Em 1668, uma pequena igreja de pau a pique foi edificada no local, hoje Centro Histórico de Curitiba, com a denominação de "Igreja de Nossa Senhora da Luz e Bom Jesus dos Pinhais".
Em 1693, instalou-se em suas dependências a Câmara Municipal, a fim de eleger as primeiras autoridades locais. No dia 29 de março do mesmo ano foi oficializada a fundação da "Vila de Nossa Senhora da Luz e do Bom Jesus dos Pinhais de Curitiba".
Anos mais tarde essa pequena construção deu lugar a uma maior, em pedra e barro, denominada Igreja Matriz, que foi concluída em 1721. Essa, por sua vez, foi demolida no ano de 1875, depois que novas torres abalaram sua estrutura. O atual prédio foi erguido de 1876 a 1893.
Em 1894 foi instalada a diocese e o templo recebeu o título de Catedral, com a posse do primeiro bispo, D. José Camargo.
No dia 7 de junho de 1993, cem anos após sua inauguração, a Catedral foi elevada ao grau de Basílica Menor, em reverência à Nossa Senhora da Luz dos Pinhais, a santa padroeira da capital paranaense.

## Arquitetura
A catedral foi construída em estilo neogótico - ou gótico romano - inspirada na Catedral da Sé de Barcelona, na Espanha. As pinturas existentes são dos artistas italianos Carlos Garbaccio e Anacleto Garbaccio.
A autoria do projeto é atribuída ao arquiteto francês Alphonse Conde des Plas, com pequenas modificações feitas pelo engenheiro Giovani Lazzarini, responsável pela execução da obra.
No plano original, uma de suas duas torres comportaria um sino e um relógio, enquanto a outra um observatório meteorológico dotado com um barômetro, que jamais foi instalado, em razão dos altos custos.
Em 1947 foi construído um anexo. Esta ampliação impede que o Iphan - Instituto do Patrimônio Histórico e Artístico Nacional reconheça a Catedral como patrimônio histórico, porém é considerada uma unidade de interesse de preservação municipal.

## Restauração
Em 2012 foi finalizada a mais profunda e detalhada restauração do templo, devolvendo-lhe as cores originais.
Nesta etapa algumas características até então desconhecidas ou esquecidas foram descobertas, como um poço de nove metros no presbitério, que provavelmente abastecia a primeira igreja e tornou-se uma atração após ser iluminado e coberto com um tampo de vidro.

## Galeria de imagens

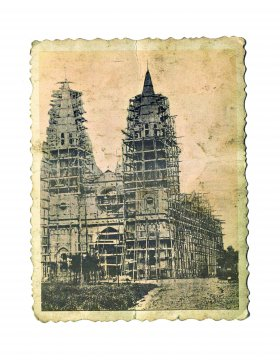
Catedral em construção
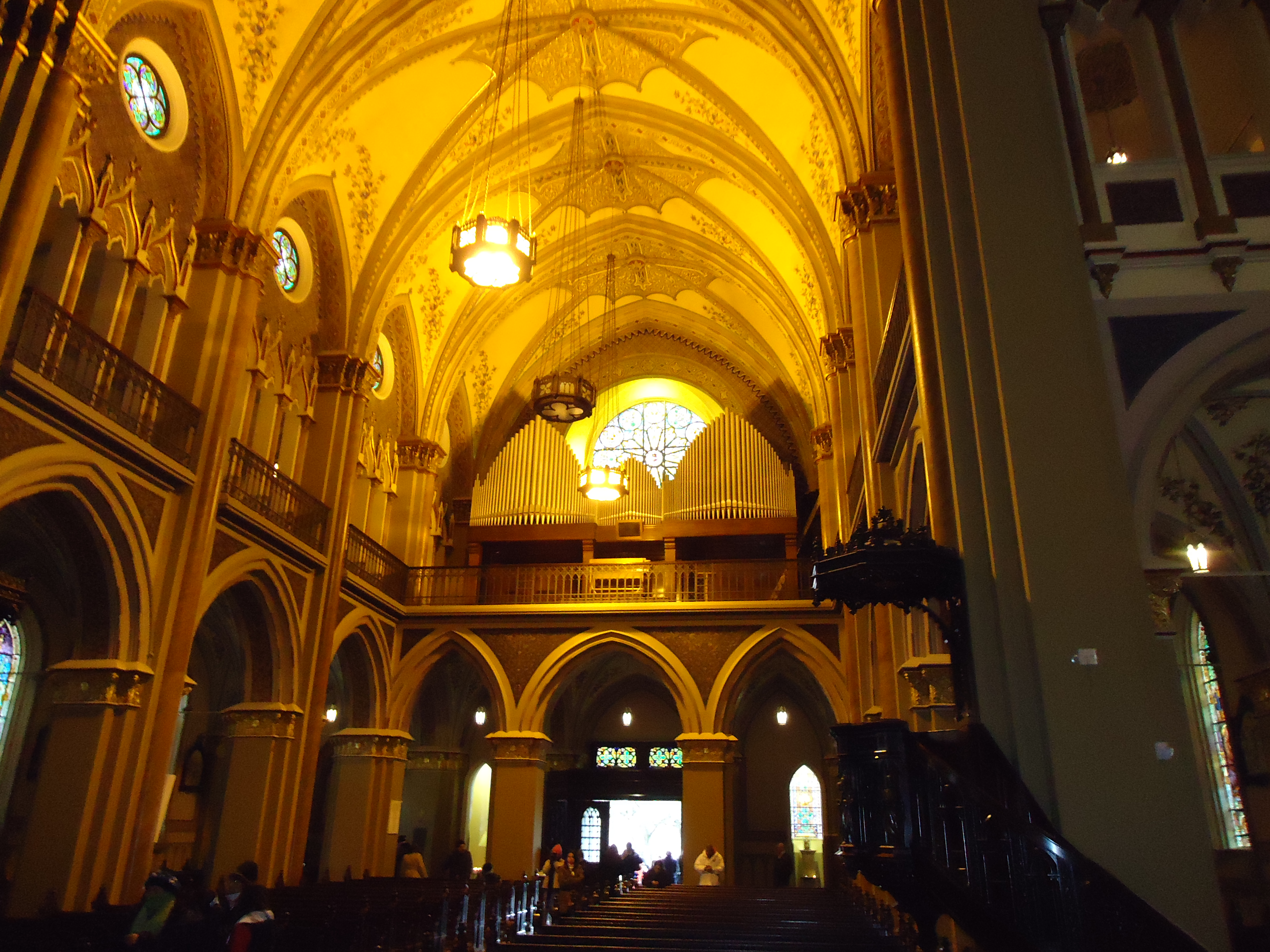
Interior da Catedral em julho de 2013
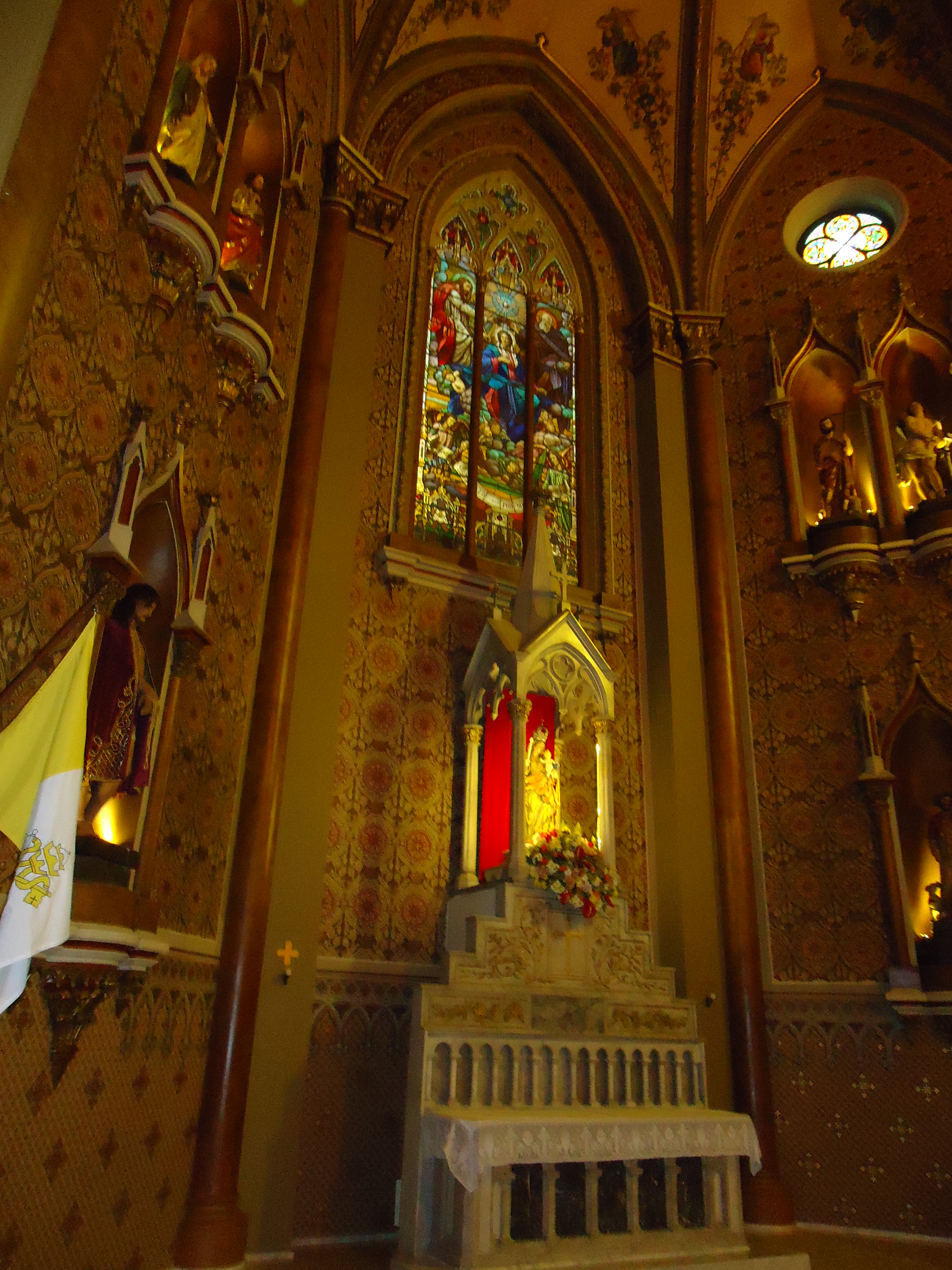
Detalhe do presbitério
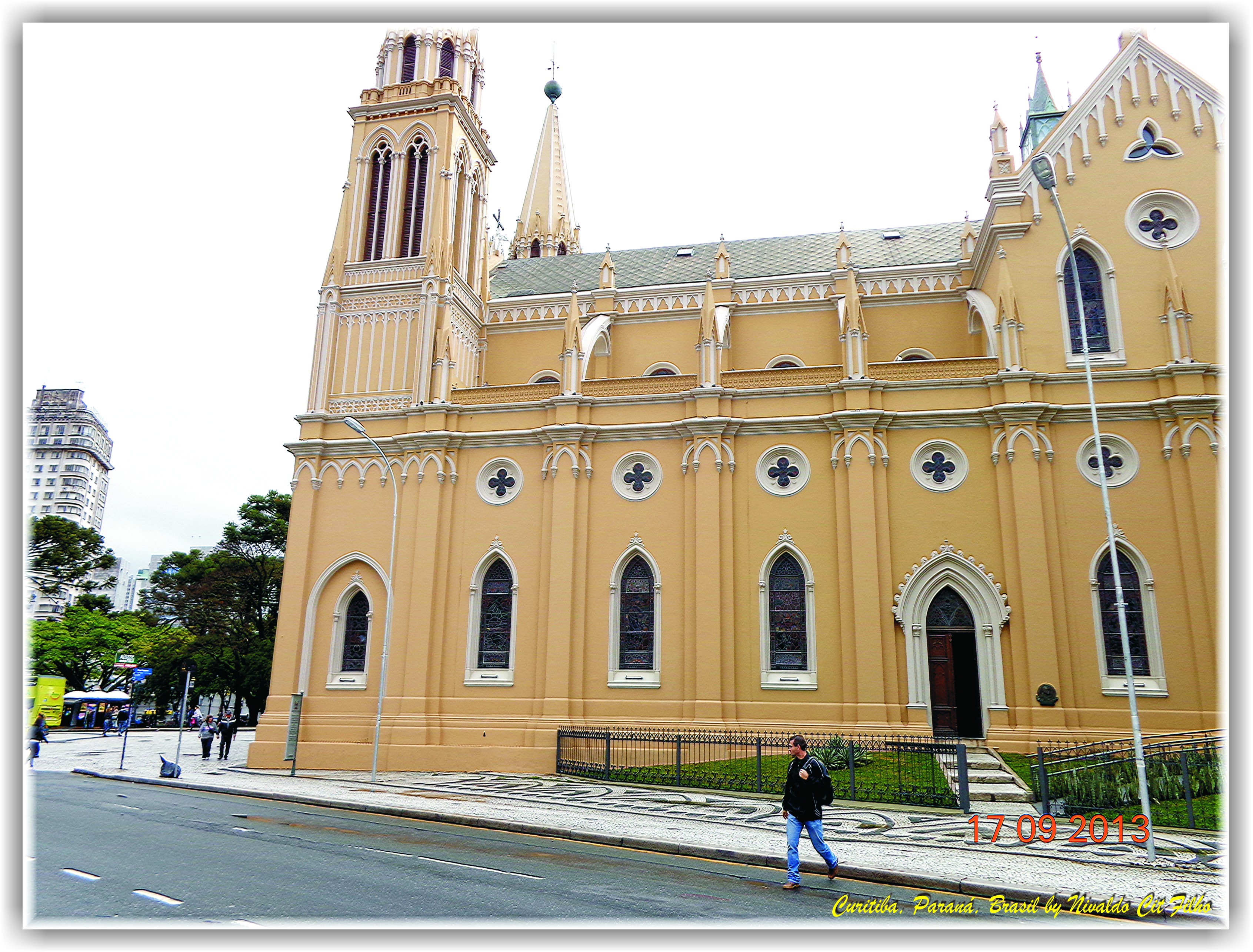
Lateral direita da Catedral
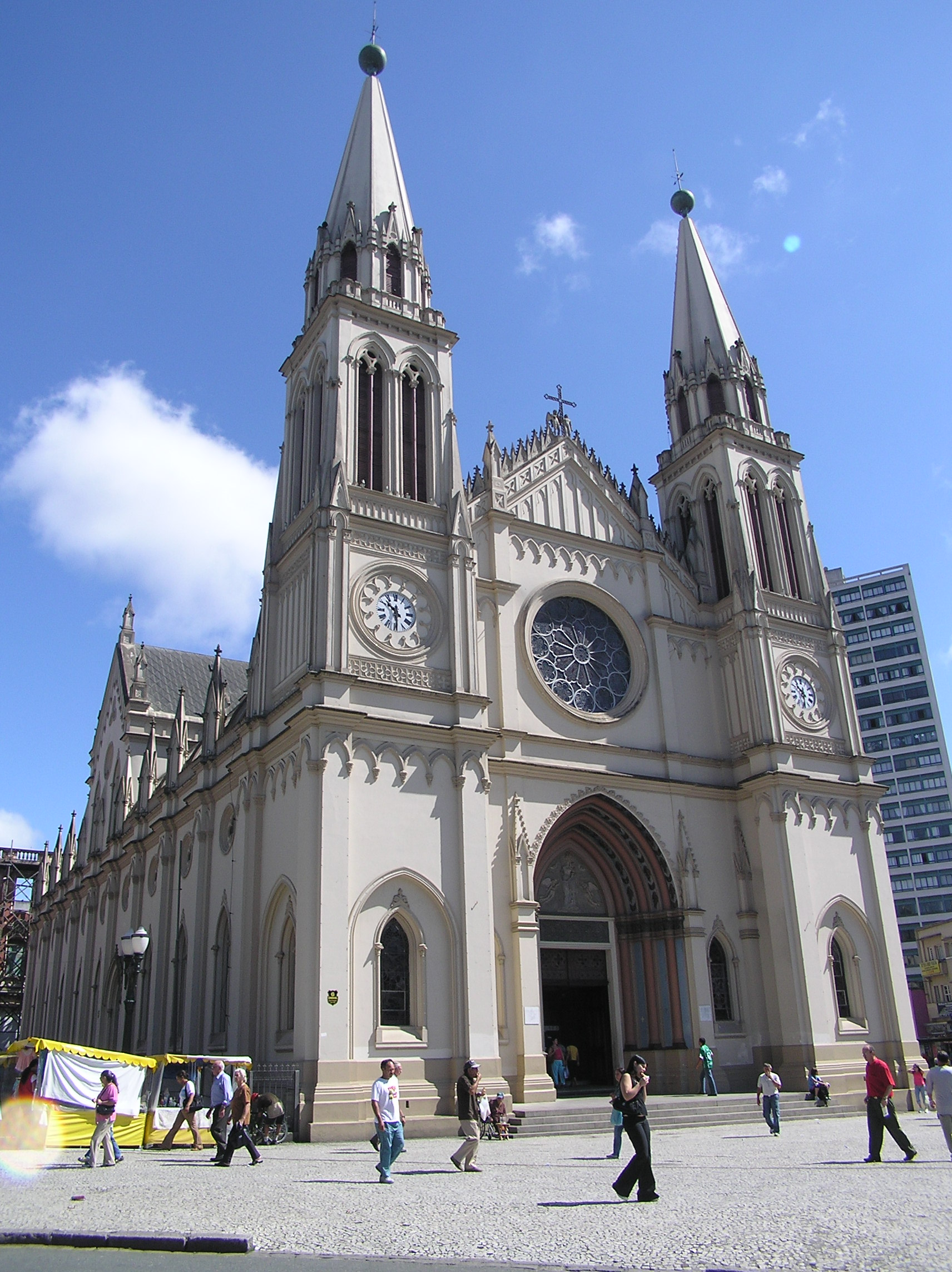
Catedral pouco antes da restaurção
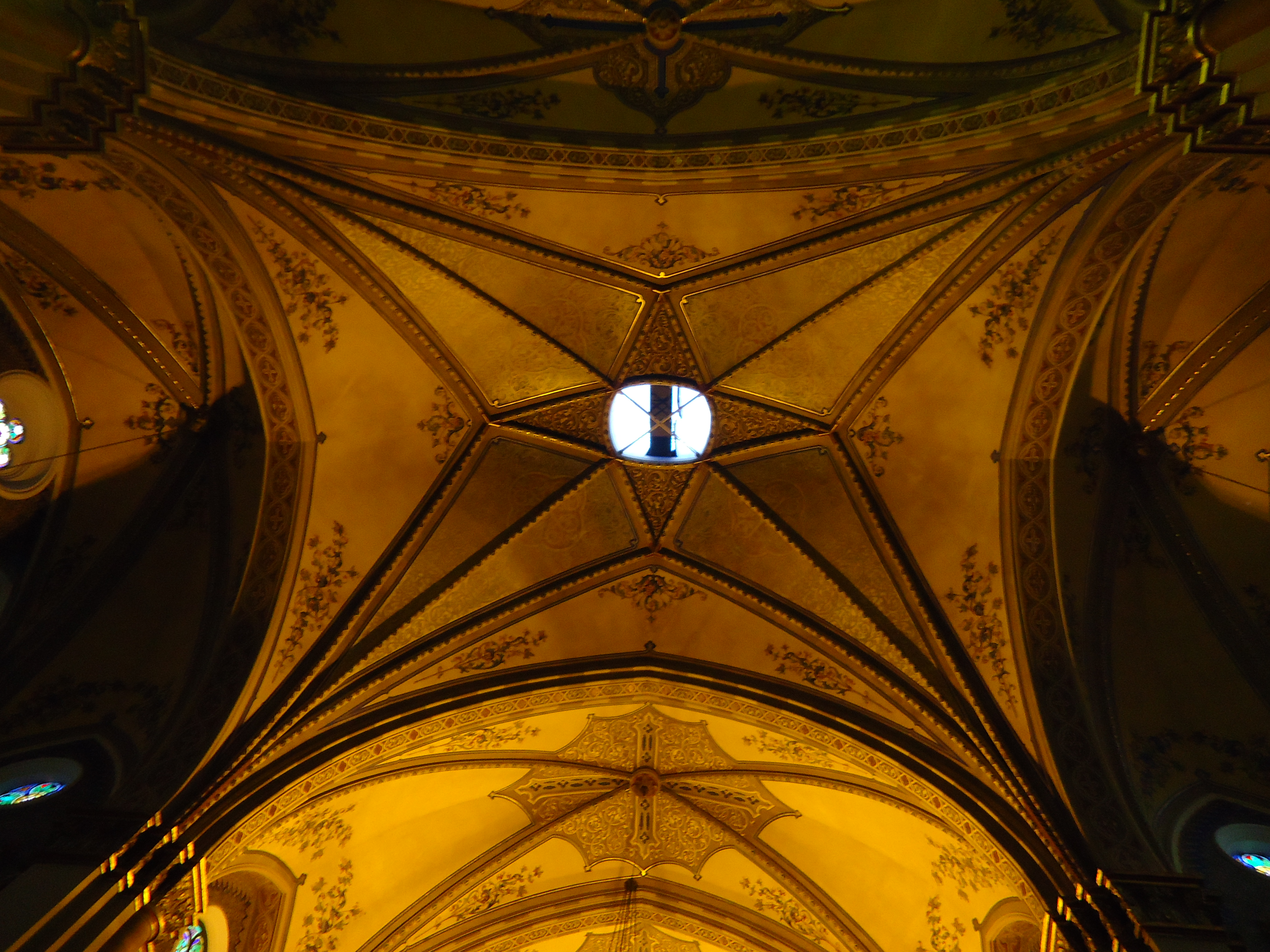
Detalhe da claraboia na nave central
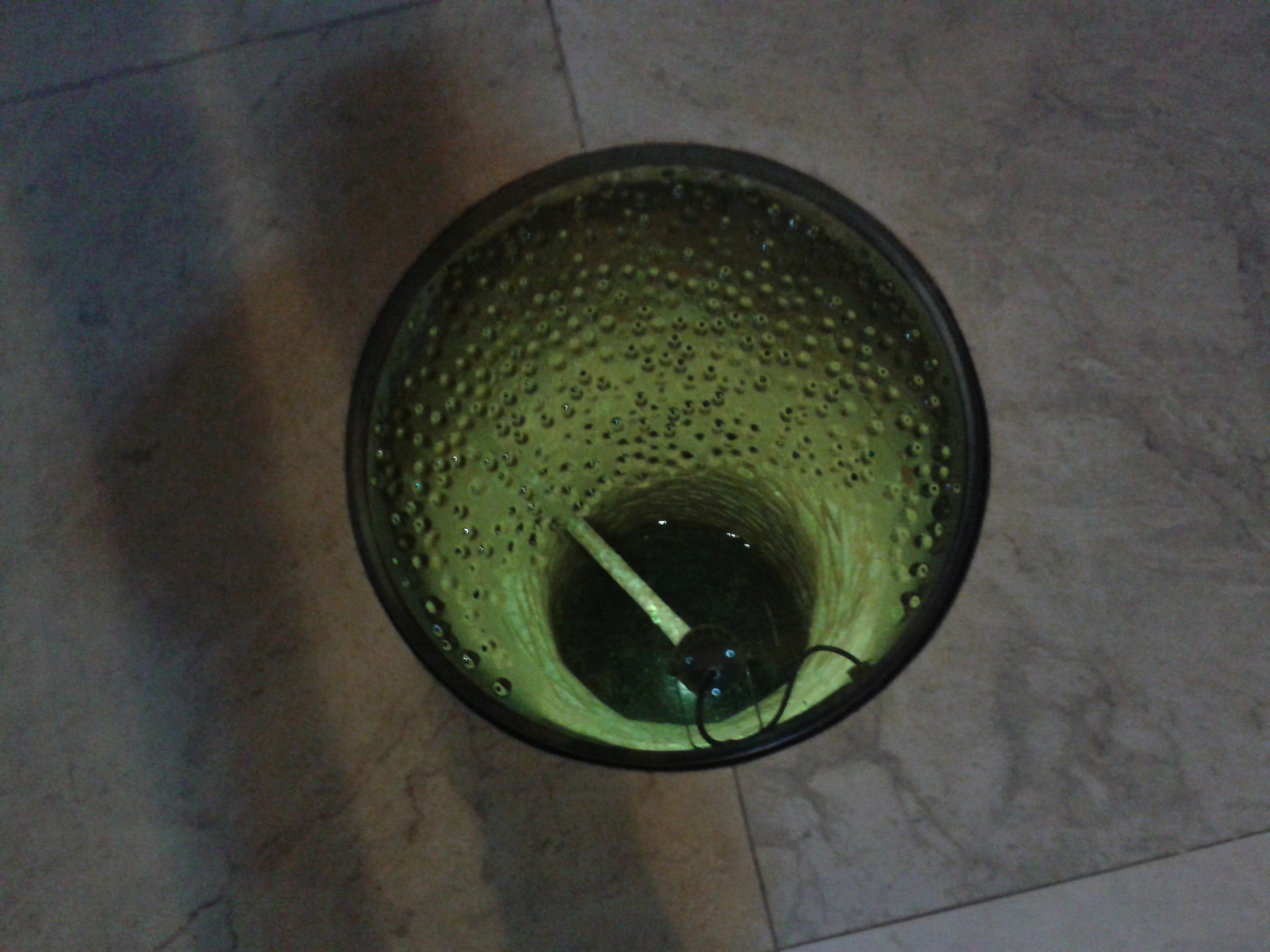
Poço descoberto na última restauração
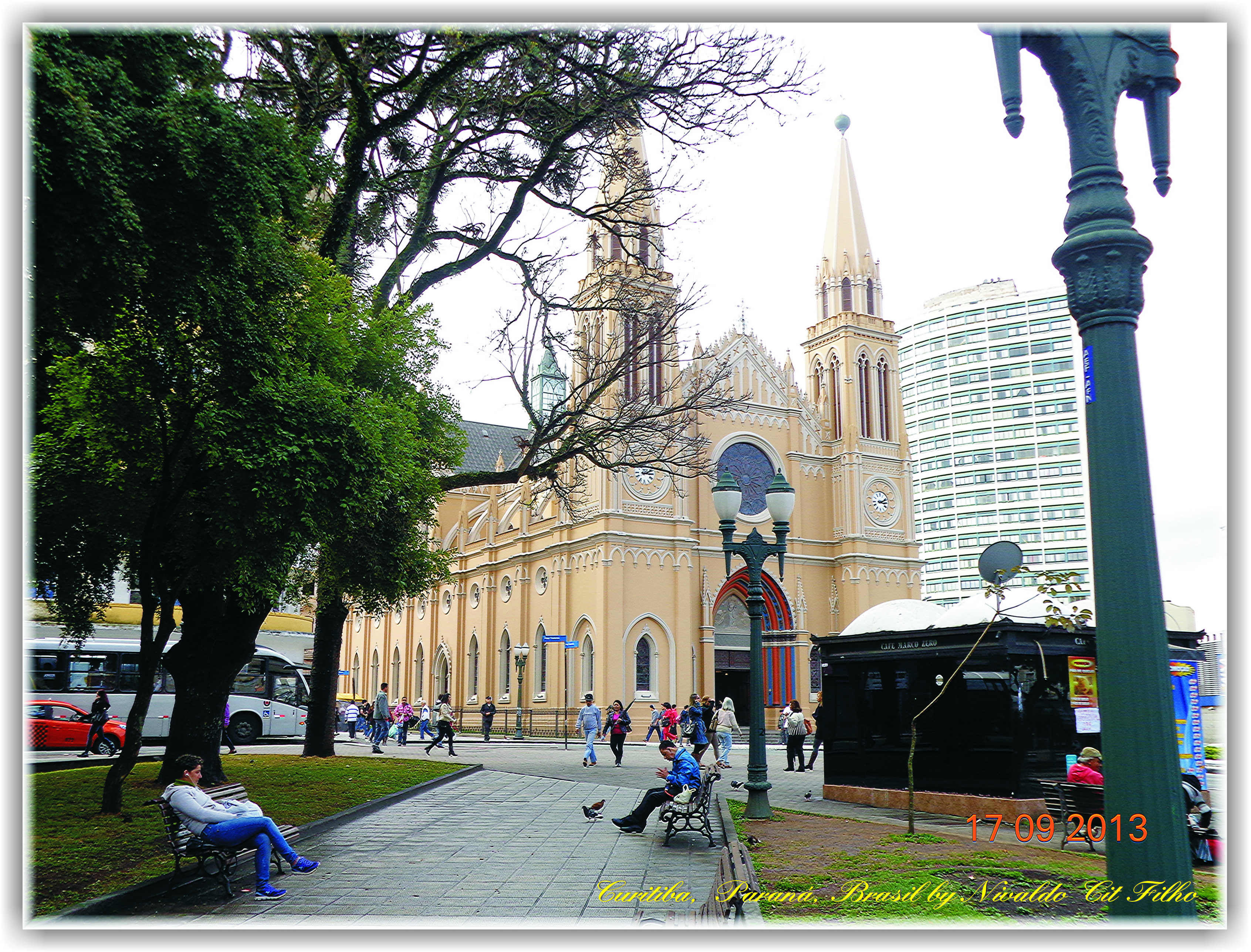
Catedral vista da Praça Tiradentes